# Deltochilum peruanum
Deltochilum peruanum là một loài bọ cánh cứng trong họ Bọ hung (Scarabaeidae).